# カミーノ (イタリア)
カミーノ（伊: Camino）は、イタリア共和国ピエモンテ州アレッサンドリア県にある、人口約700人の基礎自治体（コムーネ）。

## 地理

### 位置・広がり
| 隣接するコムーネは以下の通り。括弧内のVCはヴェルチェッリ県所属を示す。 - ガビアーノ - モンベッロ・モンフェッラート - モラーノ・スル・ポー - パラッツォーロ・ヴェルチェッレーゼ (VC) - ポンテストゥーラ - ソロンゲッロ - トリーノ (VC) |

### 地震分類
イタリアの地震リスク階級 (it) では、4 に分類される
。

## 行政

### 分離集落
カミーノには、以下の分離集落（フラツィオーネ）がある。
- Castel San Pietro, Brusaschetto, Isolengo, Rocca delle Donne, Piazzano, Zizano